# Cielas de Bitinia
Cielas de Bitinia, rey de Bitinia durante 26 años (254 – 228 a. C.). Su padre fue Nicomedes I de Bitinia y Ditizele.
Aunque era el hijo mayor de Nicomedes I, su padre nombró herederos del reino a los hijos que tuvo con Etazeta de Bitinia –su segunda esposa-. Antes de que muriera Nicomedes, Cielas huyó hacia Armenia, y se refugió en la corte del rey Samos. A la muerte de su padre, Cielas regresó al reino y exigió el trono, que consiguió por la fuerza.
Entre el período de la muerte de su padre y su ascenso al trono gobernó Etazeta en nombre de sus hijos, quienes aún eran pequeños. A pesar de que ella contaba con el apoyo de Antígono de Macedonia y de algunas otras ciudades y reinos, Cielas, aliado con algunos gálatas, logró recobrar el reino para sí alrededor del 254 a. C., obligando a Etazeta y sus hijos a buscar refugio en Macedonia.
Fue sucedido en el trono por su hijo Prusias alrededor del 228 a. C. después de ser asesinado por los gálatas. Siguiendo el ejemplo de su padre y de su abuelo, Cielas fundó una ciudad, llamada Ciela, pero la localización de la misma es desconocida.